# Landkreis Offenbach
Landkreis Offenbach – powiat w Niemczech, w kraju związkowym Hesja, w rejencji Darmstadt. Siedzibą powiatu jest miasto Dietzenbach.

## Podział administracyjny
Landkreis Offenbach składa się z:
- 10 miast
- 3 gmin

Miasta:
| Lp. | Nazwa miasta     | Ludność (30.06.2013) | Powierzchnia km² |
| --- | ---------------- | -------------------- | ---------------- |
| 1   | Dietzenbach      | 32593                | 21,67            |
| 2   | Dreieich         | 39810                | 53,33            |
| 3   | Heusenstamm      | 18256                | 19,03            |
| 4   | Langen           | 35732                | 29,12            |
| 5   | Mühlheim am Main | 27324                | 20,67            |
| 6   | Neu-Isenburg     | 35498                | 24,29            |
| 7   | Obertshausen     | 23949                | 13,62            |
| 8   | Rödermark        | 26429                | 29,99            |
| 9   | Rodgau           | 42988                | 65,04            |
| 10  | Seligenstadt     | 20332                | 30,85            |

Gminy:
| Lp. | Nazwa gminy | Ludność (30.06.2013) | Powierzchnia km² |
| --- | ----------- | -------------------- | ---------------- |
| 1   | Egelsbach   | 11143                | 14,82            |
| 2   | Hainburg    | 14034                | 15,95            |
| 3   | Mainhausen  | 8962                 | 17,92            |